# Columnea tessmannii
Columnea tessmannii är en tvåhjärtbladig växtart som beskrevs av Rudolf Mansfeld. Columnea tessmannii ingår i släktet Columnea och familjen Gesneriaceae. Inga underarter finns listade i Catalogue of Life.